# زمردماهی آتشی
زمردماهی آتشی (نام علمی: Cirrhilabrus jordani) نام یک گونه از تیره زمردماهیان است.